# Alstroemeria altoparadisea
Alstroemeria altoparadisea är en alströmeriaväxtart som beskrevs av Pierfelice Ravenna. Alstroemeria altoparadisea ingår i släktet alströmerior, och familjen alströmeriaväxter. Inga underarter finns listade i Catalogue of Life.